# 윈도우 10의 새로운 기능
윈도우 10은 가상 데스크톱과 알림 센터 등의 새로운 기능을 제공한다. 윈도우 10에서 제공하는 명령 프롬프트 버전이 업데이트되어, Ctrl키의 일반적 사용(복사/붙여넣기 등)이 가능해졌다.

## 유저 인터페이스

### 가상 데스크톱
윈도우 10에서는 윈도우에서 다중 화면을 사용할 수 있는 기능을 추가하였다. 
가상 데스크톱을 이용하면 프레젠테이션을 할 때 프레젠테이션 화면과 작업 화면을 분리하여 사용할 수 있어 효율적인 운영을 할 수 있다. 

### 컨티넘
태블릿 모드와 데스크톱 모드를 전환할 수 있는 기능이다. 윈도우 10 모바일에서는 다른 기능으로서 작동하는데, 윈도우 10 모바일의 화면을 모니터에 PC처럼 띄워주는 기능이 있다.

## 새로운 기능

### 알림 센터
알림 센터는 윈도우 10 사용 중에 일어날 수 있는 상황 대부분을 예측하고 대비할 수 있는 기능이다. 윈도우 10 알림 센터는 모든 시스템 알림과 다양한 설정으로의 바로 가기가 통합된 곳으로 작업 표시줄에 아이콘으로 자리 잡고 있으며 다양한 개인 설정을 통해 자신만의 알림 센터를 구성할 수 있다. ⊞ Win+A

### 엣지 브라우저
엣지 브라우저는 세계적인 표준을 따르면서도 보다 빠르게 웹 페이지를 표시하고 안정적인 화면을 구현하기 위해 새롭게 개발된 EdgeHTML 엔진을 사용한다. 엣지 브라우저는 웹 표준 기술을 구현하는 대신 국내에서 많이 사용되는 액티브 X와 같은 비표준 기술을 제외하여 보편성 및 보안성을 강화하고 화면을 빠르게 처리할 수 있도록 하였다.
엣지 브라우저는 웹 표준(HTML5) 웹 사이트에 최적화되어 있기 때문에 웹 표준을 사용하지 않는 국내 웹 사이트와 호환이 되지 않는다. 따라서 일부 국내 웹 사이트는 엣지 브라우저로 접속이 불가능하다.

### 에어로 스냅
에어로 스냅 기능은 윈도우 7부터 있었으나 윈도우 10은 최대 4개의 화면을 분할할 수 있다. 상/하/좌/우 분할 사용이 가능하며, 특히 대형/고화질 기기에 적합하다.

### Windows 검색
시작 메뉴 옆 작업표시줄에 검색 창이 추가되어 웹 및 Windows 검색을 할 수 있다.⊞ Win+S

### 배터리 절약 모드
노트북 컴퓨터에 기본 탑재돼 있으며 노트북 컴퓨터의 배터리 잔량이 설정해두었던 설정값에 도달했을 때, 자동으로 활성화 된다. 기본값은 20%로 설정되어 있다.
배터리 절약 모드에서는 백그라운드 기능, 푸시알림 등을 줄여서 시스템의 배터리 수명을 최대한으로 연장한다.

### 야간 모드
밤에는 모니터 빛이 눈을 피로하게 만든다. 그러나 야간 모드를 켜면 모니터 화면이 붉게 변하여 눈의 피로를 줄여준다. 야간 모드는 설정에서 강도를 조할 수 있다.
이 기능은 RS2부터 탑재되기 때문에 이전 버전은 야간 모드를 사용할 수 없다.

### Windows Ink
윈도우 잉크는 별도의 메모 앱을 사용하지 않아도 마치 종이에 쓰는 것처럼 디바이스 화면을 통해 직접 글을 쓸 수 있다.
이 기능은 RS1부터 탑재되기 때문에 이전 버전은 Windows Ink를 사용할 수 없다.

## 새로운 키
윈도우 10에 새로 도입된 키, 변경된 키는 다음과 같다.
- ⊞ Win+Tab ↹ : 멀티 데스크톱 화면 표시
- Ctrl+⊞ Win+←또는→ : 멀티 데스크톱 화면 전환
- Ctrl+⊞ Win+D : 새 데스크톱
- Ctrl+⊞ Win+F4 : 현재 데스크톱 닫기 (단, 현재 실행 중인 프로그램은 다른 멀티 데스크톱 화면으로 전환된다.)